# لمعلم (أغنية)
لمعلم هي أغنية باللهجة المغربية البيضاء من أداء الفنان المغربي سعد لمجرد، ومن كتابة وتلحين وتوزيع الفنان المغربي جلال الحمداوي. أُطلقت الأغنية على موقع يوتيوب يوم 2 مايو 2015 على شكل فيديو كليب مصور بطريقة الأفلام، من إخراج أمير الرواني  وإنتاج شركة إيماج فاكتوري.

## أداء الأغنية
سعد لمجرد ولد في 7 أبريل 1985، مغني مغربي، ترعرع وسط عائلة فنية فهو ابن الفنان المغربي البشير عبدو و الممثلة المغربية نزهة الركراكي، مما جعله يلتحق بالمعهد الموسيقى منذ سن صغيرة. انتقل سعد إلى الولايات المتحدة الأمريكية ليتابع دراسته، إلا أن عشقه للفن والغناء دفعه للمشاركة في برنامج سوبر ستار في موسمه الرابع سنة 2007 فحلَّ في المركز الثاني بعد صاحب اللقب مروان علي خلال هذه المسابقة لقّبه الأستاذ إلياس الرحباني ب «خوليو العرب» .

## الفيديو كليب

### التصوير
فيديو كليب الأغنية من إخراج أمير الرواني، ومن أداء سعد لمجرد (الغناء) وعدد من عارضات الأزياء وراقصين مغاربة، تم تصويره في موقع سياحي بمدينة مراكش، واستعملت في تصويره تقنية التصوير الرئيسي المستعملة عادة في تصوير الأفلام السينمائية.
كما أن الكرافيك المستعمل في الفيديو كليب أيضا هو كرافيك يستعمل عادة في الأفلام خصوصا الأفلام العربية في فترة السبعينات مما يدل على بساطة الفيديو كليب نوعا ما إضافة إلى عدم وجود مؤثرات كثيرة به.

### على يوتيوب
حصد فيديو كليب الأغنية على موقع يوتيوب أكثر من مليار مشاهدة منذ إطلاق الأغنية  مما جعل الأغنية تتربع على عرش الأغنية الأولى الأكثر مشاهدة في تاريخ الأغاني العربية على يوتيوب متفوقة بذلك على أغنية بشرة خير للفنان حسين الجسمي.
ويذكر أن الفيديو حقق منذ يومه الأول رقما قياسيا على يوتيوب بأكثر من 800 ألف مشاهدة بعد أقل من 24 ساعة وهو أكبر رقم عرفته أغينة عربية في يومها الأول على يوتيوب، إضافة إلى أنها أول أغنية تحقق 100 مليون في 30 يوم فقط .

## شهرة الأغنية
احتلت أغنية لمعلم الصدارة في عدد المشاهدات العربية على اليوتيوب كما تصدرت مبيعات موقع الموسيقى iTunes لسنة 2016 لتصبح الأغنية العربية الأشهر في العالم العربي وتدخل الفنان سعد المجرد موسوعة غينيس للأرقام القياسية منافسة أغاني عالمية في ترشيحات مسابقات دولية مثل MTV Europe Music Awards و MTV Africa Music Award إضافة إلى فوزها بالعديد من الجوائز العربية

## وصلات خارجية
- لمعلم على يوتيوب